# Прогрессирующая внешняя офтальмоплегия
 Хроническая прогрессирующая внешняя офтальмоплегия  (CPEO), также известная как  прогрессирующая внешняя офтальмоплегия  (ПЭО), является типом расстройства глаз, характеризующимся медленно прогрессирующей невозможностью перемещения глаз и бровей. Это часто единственная особенность этого митохондриального заболевания, в этом случае термин CPEO может быть использован как диагноз. У других людей, страдающих от митохондриальной болезни, CPEO происходит в рамках синдрома с участием более чем одной части тела, например, синдром Кернс-Сейр . Изредка CPEO может быть вызвана условиями, отличными от митохондриальных заболеваний.

## Введение
CPEO является редким заболеванием, которое может повлиять на лиц всех возрастов, но обычно проявляется в раннем взрослом возрасте. CPEO является наиболее распространённым проявлением митохондриальной миопатии, происходящем в расчётных двух третях всех случаев митохондриальной миопатии. Пациентам обычно сопутствует птоз (опущение век). Другие заболевания, такие как болезнь Грейвса, миастения и глиомы, которые могут вызвать внешнюю офтальмоплегию, должны быть исключены.

## Признаки и симптомы

### CPEO изнутри
CPEO является медленно прогрессирующим заболеванием. Оно может начаться в любом возрасте, и прогрессировать в течение 5-15 лет. Первым симптомом является птоз, часто незамечаемым пациентом до тех пор, пока веки не начнут свисать, создавая помеху полю зрения. Часто пациенты будут наклонять голову назад для корректировки медленно прогрессирующего птоза век. Кроме того, когда птоз становится полным, пациенты будут использовать мышцы лба, чтобы помочь поднять веки. Птоз обычно двусторонний, но может быть односторонним в течение нескольких месяцев или лет, прежде чем парное веко примет участие.
Офтальмоплегия или неспособность/трудность перемещения глаз, как правило, симметрична. Таким образом, пациенты иногда жалуются на двоение в глазах. В самом деле, прогрессирующая офтальмоплегия часто незаметна до отражения уменьшения пределов подвижности глаз на периферийном зрении. Часто кто-то указывает на наличие глазных помех пациенту. Пациенты будут перемещать свою голову, чтобы компенсировать потери периферического зрения, вызванные невозможностью абдукции или аддукции глаз. Все направления взгляда будут поражены, однако, взгляд вниз, кажется, остаётся доступен. Это в отличие от прогрессирующего супрануклеарного паралича (PSP), который, как правило, влияет на вертикальный взгляд и щадит горизонтальный взгляд.

### CPEO снаружи
Слабость глазодвигательной мышечной группы, включая, круговую мышцу глаза, а также лицевых мышц и мышц конечностей могут присутствовать у 25 % пациентов с CPEO. В результате слабости круговой мышцы глаза, пациенты могут страдать от кератопатии (повреждение роговицы) из-за невозможности закрыть глаза плотно. Слабость лобной мышцы может усиливать опущение века с невозможностью компенсировать птоз. Лицевые мышцы могут быть также вовлечены, приводя к атрофии мимических мышечных групп, делающих лицо тощим и невыразительным с возникновением некоторых проблем с жеванием. Слабость с атрофией шеи, плеч и конечностей может влиять на некоторых пациентов и может быть лёгкой или тяжёлой.
Мягкие нарушения зрения был замечены у 95 % пациентов, которые были вычислены с использованием индекса зрительной функции (VF-14).
Цилиарная мышца, управляющая формой хрусталика и мышцы радужной оболочки часто не зависит от CPEO.
Дополнительные симптомы являются переменными и могут включать непереносимость физических нагрузок, катаракты, потерю слуха, нейропатии сенсорных аксонов, атаксии, клиническую депрессию, гипогонадизм и паркинсонизм.

## Генетика
Митохондриальная ДНК, которая передаётся от матери, кодирует белки, которые являются критическими для дыхательной цепи, необходимой для производства аденозинтрифосфата (АТФ). Делеции или мутации сегментов мтДНК ведут к дефектам функции окислительного фосфорилирования. Это может происходить очевидно, в высокоокислительных тканях, таких как скелетные мышцы и ткани сердца. Тем не менее, мышцы глазного яблока содержат объем митохондрий, в несколько раз превышающий любую другую группы мышц. Таким образом, это приводит к преимуществу глазных симптомов CPEO.
Существует множество нарушений мтДНК, которые вызывают CPEO. Одна мутация находится в консервативной области митохондриальной тРНК в нуклеотиде 3243, в котором есть нуклеотидный переход от A к G. Эта мутация связана с CPEO и синдромом MELAS.
Общее удаление, найденное у одной трети пациентов CPEO, составляет 4977 базовых пар сегментов, найденных между 13 повторными базовыми парами.
Влияющий МтДНК может иметь одну или множество точек удаления, с соответствующими удалениями ядерной ДНК. Одно исследование показало, что удаление мтДНК наблюдается у пациентов CPEO, также обладающих сопутствующим удалением гена Twinkle ядерной ДНК, который кодирует специфический митохондриальный белок Twinkle.
Поражённые ткани коррелируют с количеством окислительных потребностей относительно количества удалений мтДНК.
В большинстве случаев, PEO происходит из-за нерегулярного удаления или дублирования в митохондриальной ДНК. Однако, передача от матери к потомству появляется только в некоторых случаях. И аутосомно-доминантное и аутосомно-рецессивное наследование может произойти, аутосомно-рецессивное наследование будет более серьезным. Доминантные и рецессивные формы PEO могут быть вызваны генетическими мутациями в генах ANT1 , POLG, POLG2 и PEO1.

## Диагностика

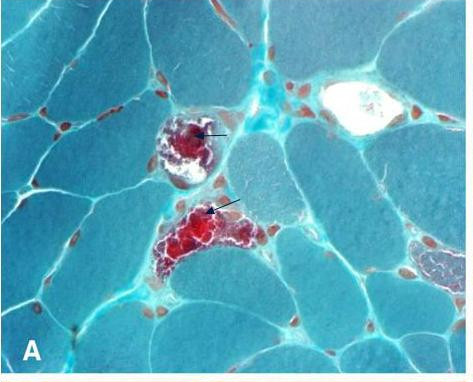
Пример рваных красных волокон.

Важно отличать CPEO от других патологий, которые могут привести к офтальмоплегии. Есть конкретные методы лечения, используемые для этих патологий.
CPEO диагностируется с помощью биопсии мышц. При осмотре мышечных волокон, окрашенных трихромными пятнами Гомори, можно увидеть скопление расширенных митохондрий. Это приводит к тёмно-красному окрашиванию мышечных волокон, получившему название «рваных красных волокон». В то время как рванные красные волокна видны при нормальном старении, количество, превышающее количество при нормальном старении — основание для диагноза митохондриальной миопатии.
Полимеразная цепная реакция(ПЦР), из образца крови или мышечной ткани может определить мутацию в мтДНК.
Повышение уровня ацетилхолиновых рецепторов антител, который обычно наблюдается при миастении, было замечено у некоторых пациентов с митохондриальносвязанной офтальмоплегией.
Важно проверить дилатацию глаза, для определения наличия пигментной ретинопатии, что может быть признаком синдрома Кернс-Сейр, который связан с сердечными аномалиями.
МРТ может быть полезной в диагностике, в общем исследовании объемов как медиальной прямой мышцы, латеральной прямой мышцы, так и нижестоящих мышц, чтобы при CPEO не были меньше, чем обычно (в отличие от выраженной атрофии при типичном нейрогеном параличе). Хотя максимальные объемы комплекса прямых мышц и верхней косой мышцы могут быть значительно сокращены.

## Лечение
Пока не существует лечения для улучшения мышечной слабости при CPEO. Лечение, используемые для лечения других патологий, приводящих к офтальмоплегии, не показало себя эффективным.
Экспериментальное лечение с тетрациклином было использовано для улучшения глазной моторики у одного пациента. Coenzyme Q10 также используется для лечения этого состояния. Тем не менее, большинство нейроофтальмологов не прописывают какого-либо лечения.
Птоз, связанный с CPEO, может быть исправлен хирургией, чтобы поднять веки, однако из-за слабости круговой мышцы глаза, необходимо позаботиться об отсутствии избыточного подъёма век, что может вызвать неспособность их закрытия. Это приведёт к угрозе кератопатии. Таким образом, следует реже прибегать к операции подъёма век, и только нейроофтальмологу, знакомому с этим заболеванием.
Наиболее распространёнными результатом косоглазия является большой угол экзотропии, которую можно лечить с помощью максимальной двусторонней глазной хирургии, но из-за постепенного характера заболевания, косоглазие может повториться. Тот, кто имеют диплопию вследствие асимметричной офтальмоплегии, тот может исправить её с помощью призм или хирургии, чтобы создать лучшее выравнивание глаз.